# ای‌یاکوپو فررتتی

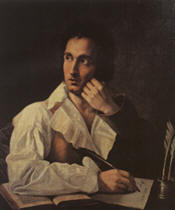
ای‌یاکوپو فررتتی، نویسنده و شاعر ایتالیایی، ۱۷۸۴–۱۸۵۲

ای‌یاکوپو فررتتی (به ایتالیایی: Jacopo Ferretti)؛ (۱۶ ژوئیه ۱۷۸۴ – ۷ مارس ۱۸۵۲) نویسنده، شاعر و نویسنده اپرا بود . نام او گاهی اوقات به جاکومو فررتتی نوشته می‌شود.
او بیشتر به خاطر تهیه کتاب اشعار اپرا برای دو اپرای ساخته شده توسط جواکینو روسینی و برای پنج اپرا ساخته شده توسط گائتانو دونیزتی مشهور است.

## زندگی‌نامه
او در جوانی توسط پدرش علاوه بر زبان مادری‌اش ایتالیایی، با ادبیات آشنا شد. فررتتی نه تنها به زبان لاتین و یونانی باستان، بلکه به فرانسوی و انگلیسی نیز تسلط داشت، و نوشتن شعر را زود آغاز کرد. با وجود اینکه از ۳۰ سالگی تا بالای ۶۰ سالگی در صنعت تنباکو کار می‌کرد، بسیار پرکار بود و "همه چیز از نامه عاشقانه تا قصیده و سخنرانی‌ٔهای خوشامدگویی" را می‌نوشت. بسیاری از کتاب‌های اشعار اپرای او، به جز تعداد معدودی، همه به طور کلی فراموش شده‌اند.
اولین موفقیت بزرگ او سیندرلا بود که با سرعت زیادی برای روسینی در کریسمس سال ۱۸۱۶ نوشته شد. 
فررتتی در سال ۱۸۲۰ با ترزا ترزیانی خواننده ازدواج کرد. خانه آنها به طور مداوم مورد بازدید موسیقی‌دانان و شاعران بود، از جمله دونیزتی که توسط یوهان سیمون مایر معرفی نامه‌ای به فررتتی داده بود.